# Sultan Ahmet Camii (Tegelen)
De Sultan Ahmet Camii is een moskee in het centrum van Tegelen in de Limburgse gemeente Venlo. De moskee is vernoemd naar sultan Ahmed I.
Tot de opening van de nieuwe moskee op 30 januari 1998 moesten de gelovigen voor gebedsdiensten gebruikmaken van een huurpand aan de Neeringerweg die als moskee dienst deed.

## Omgeving
De moskee ligt aan de Haandertstraat, tussen een gemeenschapshuis met aangebouwde muziekschool en enkele woonhuizen. Aan westzijde loopt de spoorlijn Maastricht - Venlo. Vanaf de spoorzijde is de minaret zichtbaar, maar vanaf de oostzijde wordt het zicht belemmerd door bebouwing en bomen. Aan de voorzijde van de moskee ligt een pleintje, dat met een hekwerk kan worden afgesloten.

## Exterieur
De moskee heeft een rechthoekige plattegrond en is opgetrokken in rode baksteen. aan de dakrand is een fries gemetseld. Aan de noordgevel staat de minaret, afgedekt met een kegeldak, op een uitbouw aan westelijke zijde. De mihrab is op Mekka gericht. De manneningang bevindt zich naast de uitbouw; de vrouweningang bevindt zich aan zuidwestzijde, die tevens de nooduitgang betreft.

## Interieur
Op de begane grond bevindt zich een winkel en een koffieruimte. De binnenmuren zijn opgetrokken met metselwerk van halfsteens gemetselde kalkzandsteen. Aan de oostelijk zijde in de gebedsruimte bevindt zich een rondboogabsis met een beschilderde rand in een risaliet. Links hiervan staat de kursi, rechts de nimbar.

## Varia
- In 2009 werd de moskee genomineerd voor een 'Venlose Ster' van GroenLinks.[1]